# Federal Bureau of Investigation
Federal Bureau of Investigation (FBI) (på svenska: Federala utredningsbyrån), fram till 1935 Bureau of Investigation (BOI), är en amerikansk federal polismyndighet som är en del av USA:s justitiedepartement.
I dess jurisdiktion ingår att utreda alla federala brott som i lag eller annan reglering inte har tilldelats någon annan federal polisorganisation. Prioritet ges för kontraterrorism, kontraspionage, cyberbrottslighet, organiserad brottslighet och narkotikahandel samt ekonomisk brottslighet.
FBI ingår även som en del av USA:s underrättelsegemenskap. Vidare lämnar FBI stöd till delstatliga och lokala polismyndigheter i USA samt samarbetar med utländska polisorganisationer.

## FBI:s historia

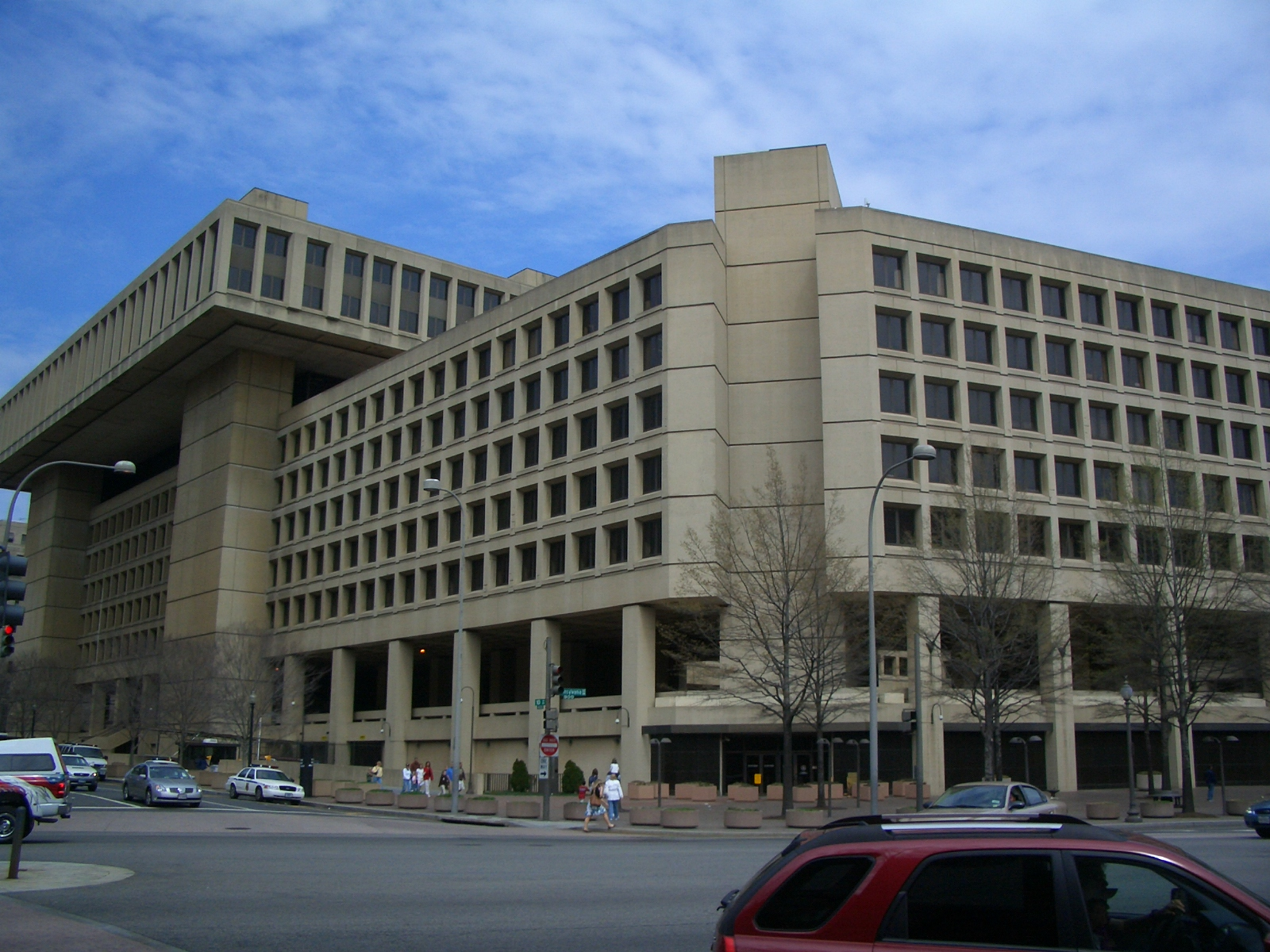
J. Edgar Hoover Building, FBI:s huvudkontor längs med Pennsylvania Avenue i Washington, D.C..

FBI skapades när USA:s justitieminister Charles Joseph Bonaparte under Theodore Roosevelts presidentskap satte ihop en grupp specialagenter den 26 juli 1908. Till att börja med hette den Bureau of Investigation (BOI) och blev inte FBI förrän 1935. De första anställda rekryterades från justitiedepartementet och U.S. Secret Service. 
Under J. Edgar Hoovers ledarskap, som började den 10 maj 1924, utökades befogenheterna och ansvarsområdena. Under Hoovers ledning blev FBI alltmer autonomt och Hoover präglade bilden av FBI. FBI ägnade mycket tid och energi åt att undersöka politiska aktivister som inte var misstänkta för några brott (till exempel Albert Einstein som misstänktes vara kommunist). 1950 publicerades den första listan över de mest eftersökta brottslingar - "10 Most Wanted Fugitives".
Cointelpro var ursprungligen ett verktyg skapat av J. Edgar Hoover.
FBI:s kriminaltekniska laboratorium invigdes officiellt den 24 november 1932. Under 1990-talet framkom det att FBI:s kriminalteknologiska laboratorium upprepade gånger gjort felaktiga bedömningar. I vissa fall hade personalen rapporterat bevis som fällande trots att de i själva verket var friande. Många fall blev tvungna att öppnas igen när mönstret uppdagades.
1994 fick FBI formellt tillstånd att föra en DNA-databas, CODIS.

## Uppdrag

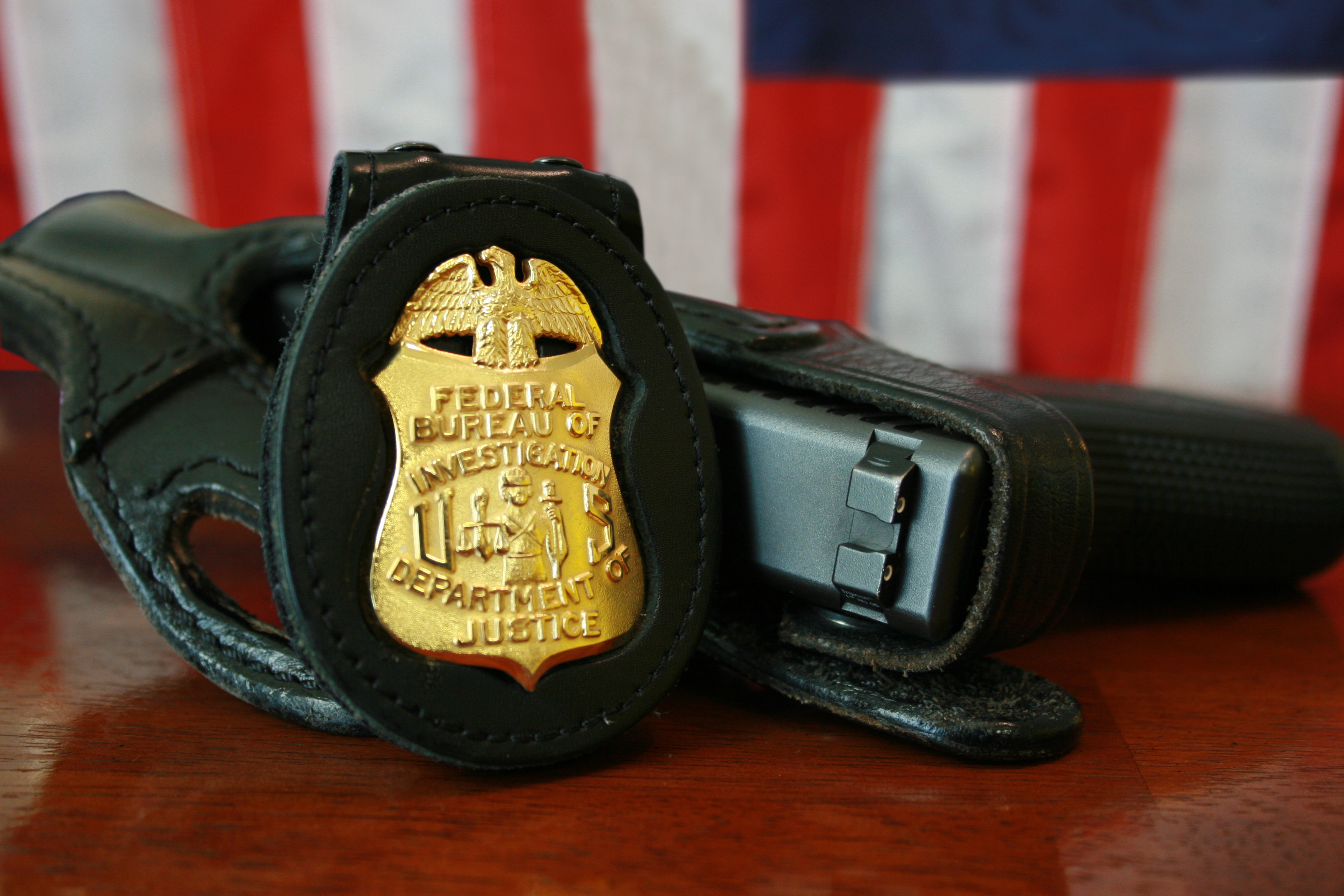
FBI-bricka.

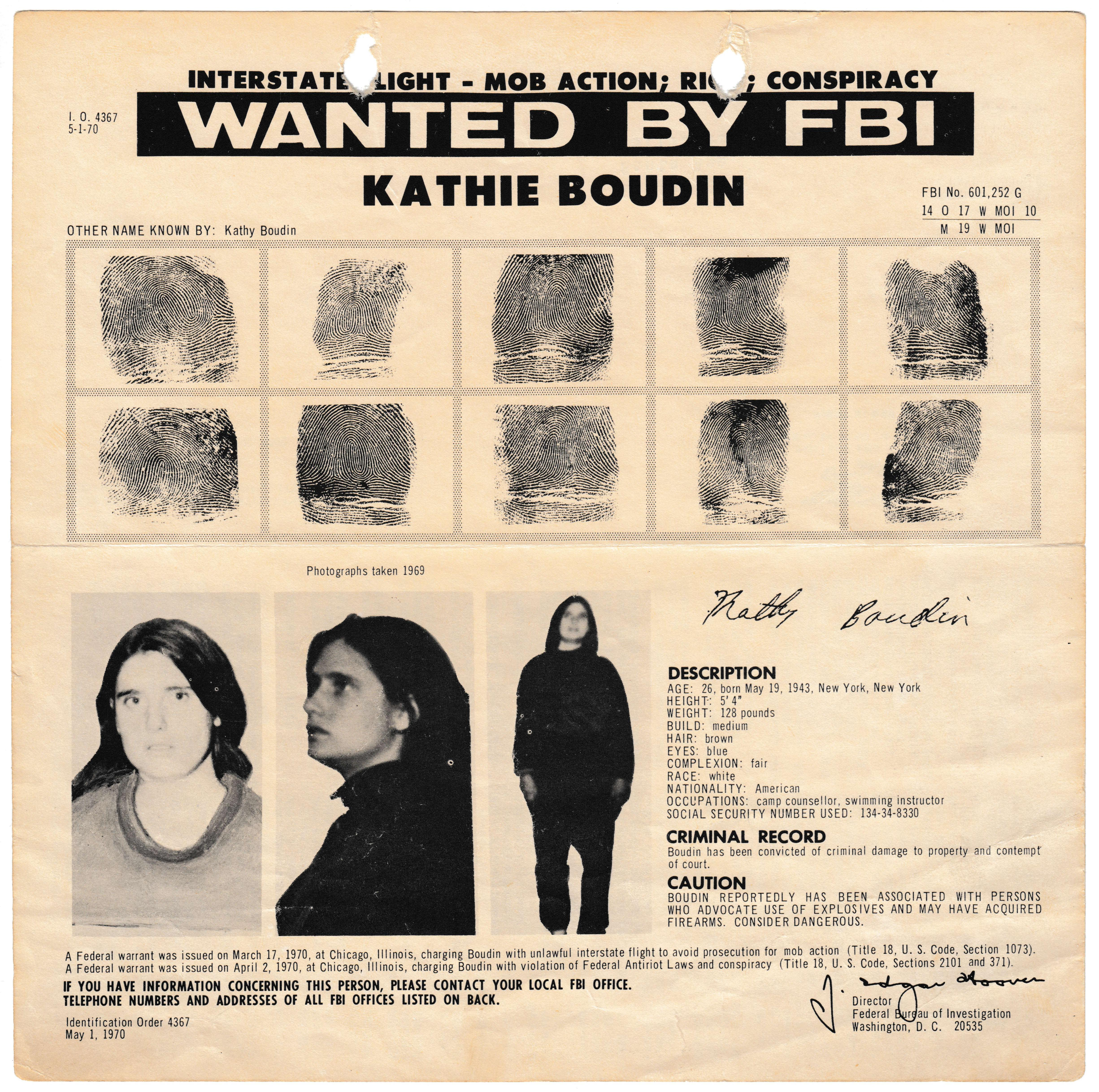
En efterlysning från FBI av vänsteraktivisten Kathy Boudin, undertecknad av J. Edgar Hoover 1 maj 1970.

- Skydda USA mot terroristangrepp (se kontraterrorism)
- Skydda USA mot främmande makters underrättelseoperationer och spionage (se Kontraspionage)
- Skydda USA mot Internet-baserade attacker och mot andra högteknologiska angrepp
- Bekämpa korruption på alla nivåer av offentlig sektor
- Skydda de medborgerliga rättigheterna i USA
- Bekämpa internationella och nationella kriminella organisationer och företag (se Organiserad brottslighet)
- Bekämpa ekonomisk brottslighet
- Bekämpa betydelsefull våldsbrottslighet
- Bistå federala, delstats-, lokala och internationella partner
- Hålla FBI:s databaser och teknik à jour för att lyckas med uppdragen [3]

Information erhållen under en utredning blir framlagd till en federal åklagare eller en till särskilda ämbetsmän i justitiedepartementet, som bestämmer om det ska väckas åtal eller om annat handlande är nödvändigt.
År 2006 hade FBI cirka 30 000 anställda. Av dessa var cirka 12 000 agenter och omkring 18 000 civilanställda inom många yrkesområden, som underrättelseanalytiker, språkspecialister, naturvetare och datatekniker. En blivande FBI-agent måste ha en akademisk examen på grundnivå och minst tre års yrkeserfarenhet före anställning. Nyanställda agenter får en intern utbildning vid FBI Academy, MCB Quantico, Virginia.

## Direktörer

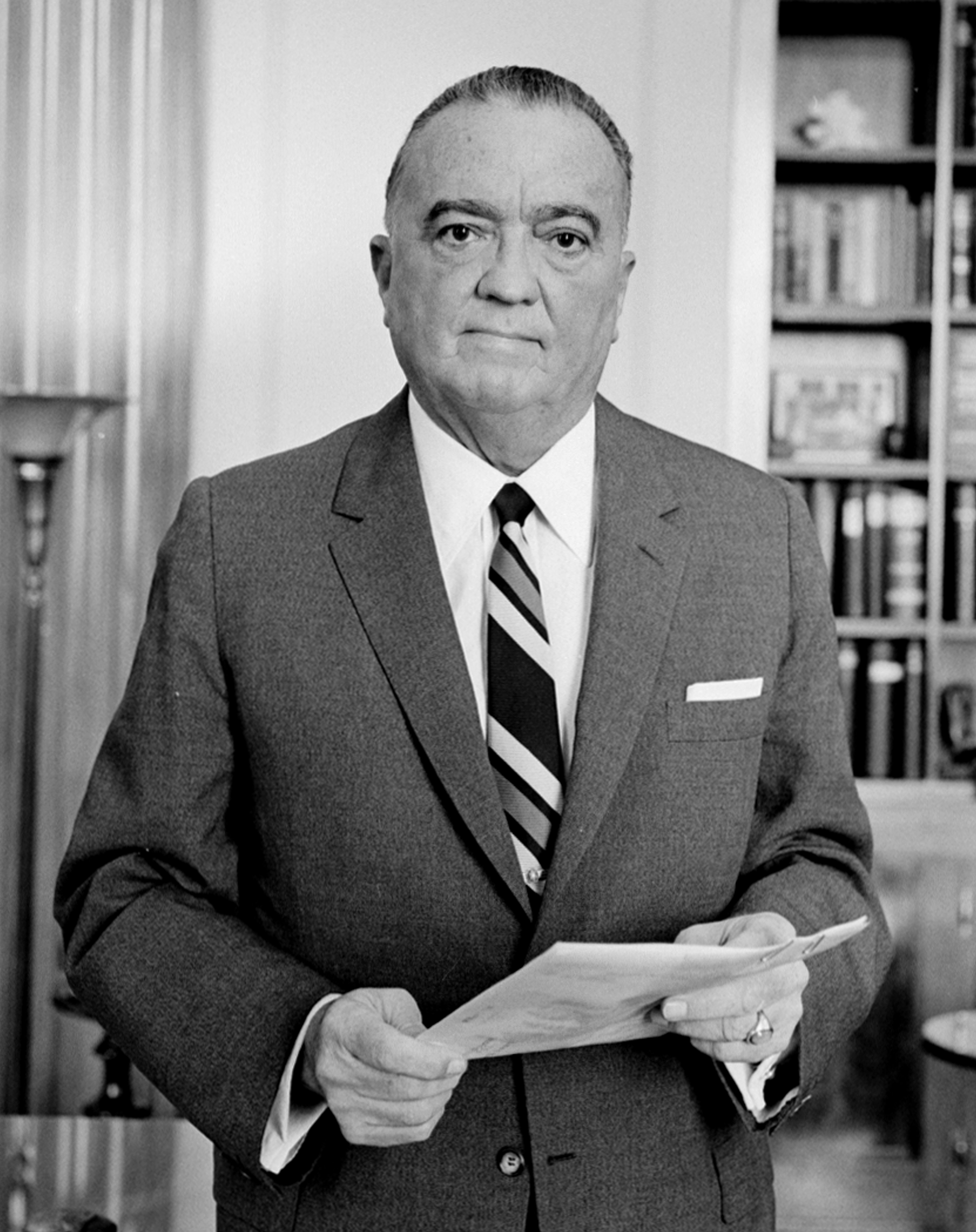
J. Edgar Hoover, välkänd chef för FBI.

### Bureau of Investigation, BOI (1908–1935)
Direktörer:
- Stanley Finch, 1908–1912
- Alexander Bruce Bielaski, 1912–1919
- William E. Allen, 1919 (tf.)
- William J. Flynn, 1919–1921
- William J. Burns, 1921–1924
- J. Edgar Hoover, 1924–1972

### Federal Bureau of Investigation, FBI (från 1936)
Den 1 juli 1932 döptes byrån om till United States Bureau of Investigation (BOI). Ett år senare, den 1 juli 1933, blev den sammansatt med Bureau of Prohibition och blev känd som "undersökningsavdelningen". 1935 fick den sitt nuvarande namn.
FBI:s direktörer från den perioden och framåt är:
- J. Edgar Hoover, 1924–1972
- Patrick Gray, 1972–1973 (tf.)
- William Ruckelshaus, 1973 (tf.)
- Clarence M. Kelley, 1973–1978
- William H. Webster, 1978–1987
- John Otto, 1987 (tf.)
- William S. Sessions, 1987–1993
- Floyd I. Clarke, 1993 (tf.)
- Louis Freeh, 1993–2001
- Thomas J. Pickard, 2001 (tf.)
- Robert Mueller, 2001–2013
- James B. Comey, 2013–2017
- Christopher A. Wray, 2017–

## Personal

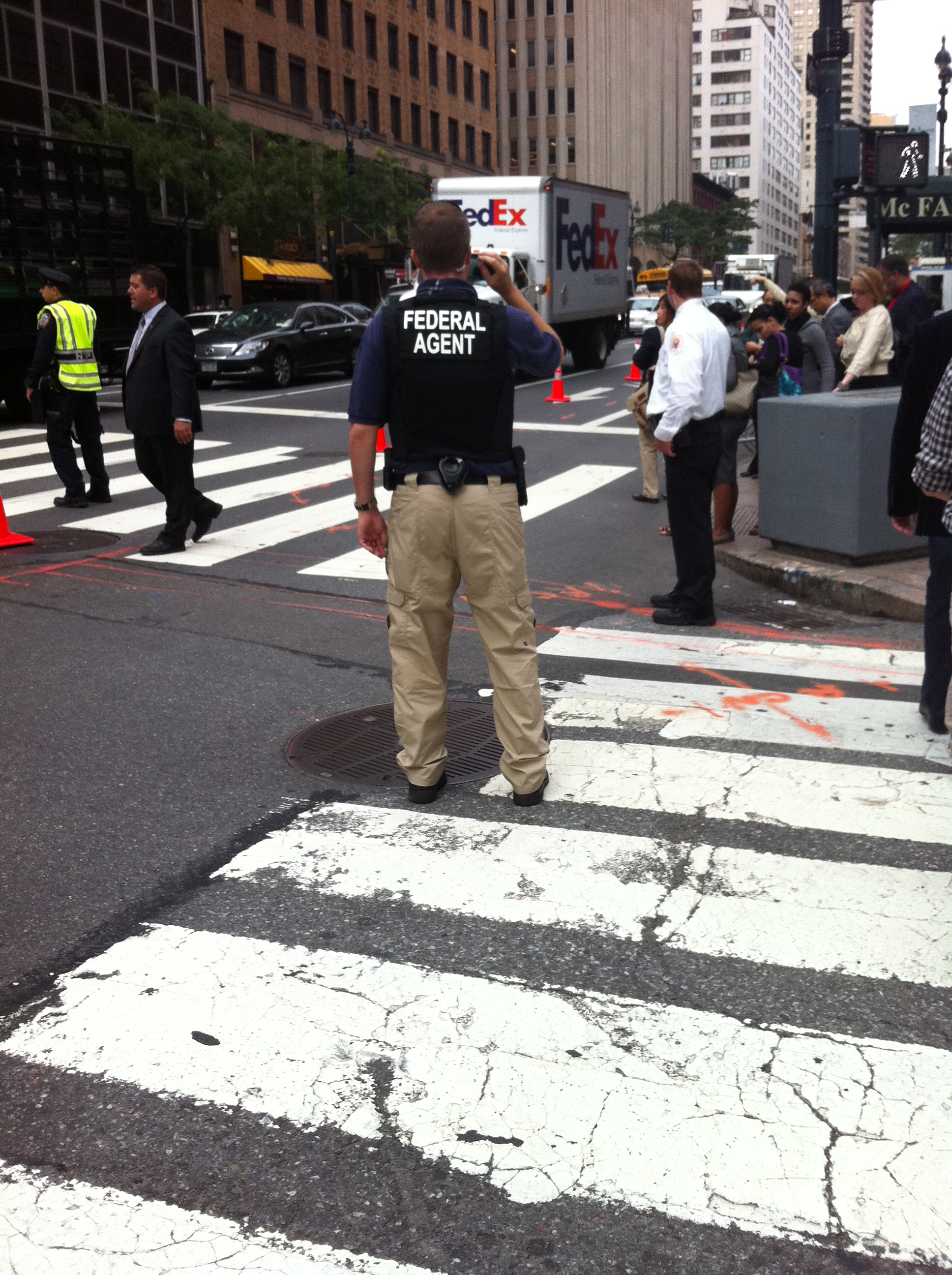
En FBI-agent i New York, 2012

FBI hade 2009 32 000 anställda. Av dessa var 13 000 FBI-agenter och 18 000 civilanställda.

### Anställningskrav
Anställning som FBI-agent sker enligt fem olika rekryteringsvägar:
- Redovisning. Auktoriserad revisor eller ekonomexamen och tre års erfarenhet som revisor.
- Datavetenskap eller informationsbehandling. Motsvarande akademisk examen eller en teknisk högskoleexamen och certifiering som nätverksspecialist.
- Språk. Akademisk examen inom vilket ämnesområde som helst, samt goda kunskaper i ett främmande språk, i första hand något av följande språk:  arabiska, kinesiska, farsi, hebreiska, hindi, japanska, koreanska, pashtu, punjabi, spanska, urdu eller vietnamesiska.
- Juridik. Avlagd juristexamen.
- Öppen rekryteringsväg. Akademisk examen på grundnivå och tre års yrkeserfarenhet, eller akademisk examen på avancerad nivå och två års yrkeserfarenhet.

### Specialisering
Efter anställning och grundutbildning vid FBI Academy som specialagent sker specialisering inom ett av fem specialistområden:
- Underrättelsetjänst
- Säkerhetsunderrättelsetjänst
- Terrorismbekämpning
- Brottsutredningar
- Databrott

### Grader och titlar
| Federal tjänstemannaklassificering och lönegrad | Tjänstetitel                      | Ansvarsområde                                 | Motsvarande grad i svenska polisen | Motsvarande militär tjänstegrad |
| ----------------------------------------------- | --------------------------------- | --------------------------------------------- | ---------------------------------- | ------------------------------- |
| SES                                             | Director                          | Chef för FBI                                  | Rikspolischef                      | General                         |
| SES                                             | Deputy Director                   | Förste ställföreträdande chef för FBI         | Biträdande rikspolischef           | General                         |
| SES                                             | Associate Deputy Director         | Andre ställföreträdande chef för FBI          | Generaldirektör                    | General                         |
| SES                                             | Executive Assistant Director      | Chef för en avdelning vid FBI högkvarter      | Överdirektör                       | Generallöjtnant                 |
| SES                                             | Assistant Director                | Chef för en byrå vid FBI högkvarter           | Avdelningschef vid RPS             | Generallöjtnant                 |
| SES                                             | Deputy Assistant Director         | Ställföreträdande byråchef vid FBI högkvarter | Byråchef vid RPS                   | Generalmajor                    |
| SES                                             | Special Agent in Charge           | Chef för ett FBI kontor                       | Polisdirektör                      | Generalmajor                    |
| SES                                             | Section Chief                     | Enhetschef vid FBI högkvarter                 | Polisöverintendent                 | Brigadgeneral                   |
| GS-15                                           | Assistant Special Agent in Charge | Ställföreträdande chef för ett FBI kontor     | Biträdande polisdirektör           | Överste                         |
| GS-14                                           | Supervisory Special Agent         | Rotelchef                                     | Polisintendent                     | Överstelöjtnant                 |
| GS-13                                           | Special Agent                     | FBI-agent med över sju års anställning        | Poliskommissarie                   | Överstelöjtnant                 |
| GS-12                                           | Special Agent                     | FBI-agent med fyra till sju års anställning   | Poliskommissarie                   | Major                           |
| GS-11                                           | Special Agent                     | FBI-agent med två till fyra års anställning   | Polisinspektör                     | Kapten                          |
| GS-10                                           | Special Agent                     | FBI-agent med mindre än två års anställning   | Polisinspektör                     | Kapten                          |
| Källa:                                          |                                   |                                               |                                    |                                 |